# UNI-Europa
Union Network International Europe (UNI-Europa) is een Europese vakbondsfederatie.

## Geschiedenis
UNI-Europa is ontstaan op 1 januari 2000 uit de fusie van de Europese afdelingen van de Internationale Federatie van Bedienden,  Technici en Kaderleden (FIET), de Internationale Federatie van Post en Telecom (IC), de Media Entertainment International (MEI) en de Internationale Federatie van de Grafische sector (FGI).
Bernadette Ségol was de eerste algemeen secretaris van deze vakbondsfederatie, ze werd tweemaal herkozen (2003, '07). Tijdens het 3de congres van Toulouse werd haar opvolger aangesteld, Olivier Roethig.

## Structuur

### Bestuur
De hoofdzetel is in Brussel gevestigd. Huidig voorzitter is Frank Bsirske en algemeen secretaris is Oliver Roethig.
| Tijdspanne   | Voorzitter    |
| ------------ | ------------- |
| 2000 - 2001  | Roland Issen  |
| 2002 - heden | Frank Bsirske |

| Tijdspanne   | Algemeen secretaris |
| ------------ | ------------------- |
| 2000 - 2011  | Bernadette Ségol    |
| 2011 - heden | Oliver Roethig      |

### Congressen
| Congres | Datum            | Locatie  |
| ------- | ---------------- | -------- |
| 1       | 2003             |          |
| 2       | 23-25 april 2007 | Athene   |
| 3       | 3-5 oktober 2011 | Toulouse |
| 4       | 14-16 maart 2016 | Rome     |

## Gelieerde organisaties
UNI-Europa verenigt 272 bediendenvakbonden en -vakcentrales uit 50 landen. De organisatie vertegenwoordigt circa 7 miljoen werknemers. Internationaal maakt de organisatie deel uit van UNI Wereldvakbond.